# Ellaville (Georgia)
Ellaville település az Amerikai Egyesült Államok Georgia államában, Schley megyében, melynek megyeszékhelye is. Lakosainak száma 1595 fő (2020. április 1.).

## Népesség
A település népességének változása:

| 2010 | 1 812 |
| 2020 | 1 595 |